# Neomochtherus leucophorus
Neomochtherus leucophorus är en tvåvingeart som beskrevs av Tsacas 1963. Neomochtherus leucophorus ingår i släktet Neomochtherus och familjen rovflugor. Inga underarter finns listade i Catalogue of Life.